# Tlatah
Tlatah is een bestuurslaag in het regentschap Bojonegoro van de provincie Oost-Java, Indonesië. Tlatah telt 1705 inwoners (volkstelling 2010).